# Rewal
Rewal [ˈrɛval] (tiếng Đức: Rewahl)  là một ngôi làng ở hạt Gryfice, West Pomeranian Voivodeship, ở phía tây bắc Ba Lan. Đó là chỗ ngồi của gmina (khu hành chính) được gọi là Gmina Rewal. Nó nằm khoảng 23 kilômét (14 mi) phía tây bắc Gryfice và 80 km (50 mi) phía bắc thủ đô khu vực Szczecin.

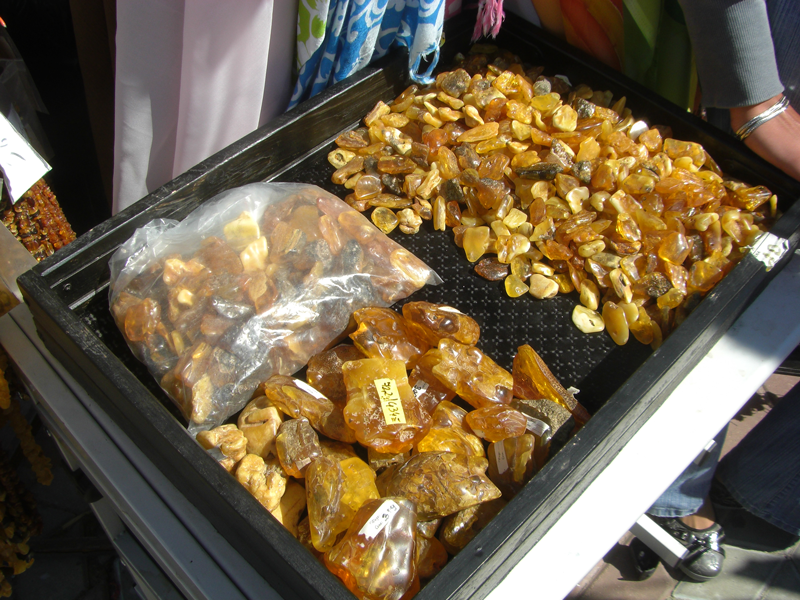
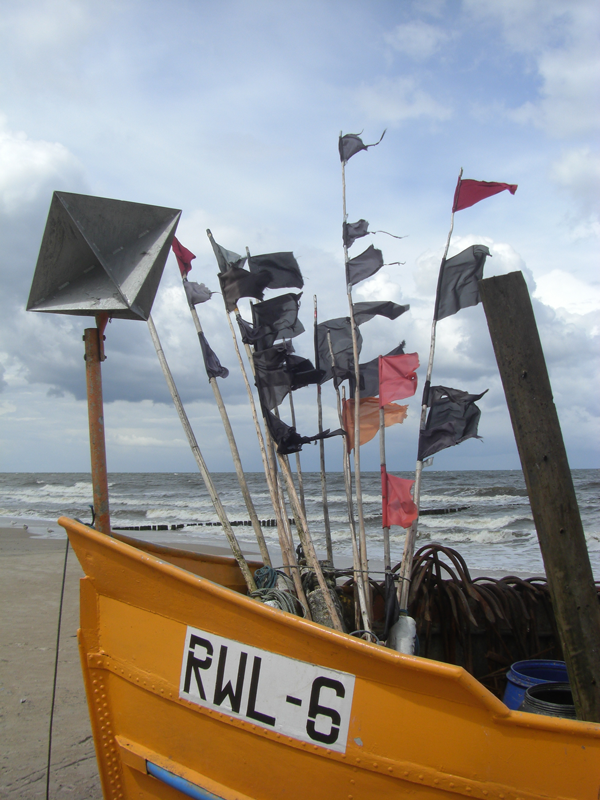
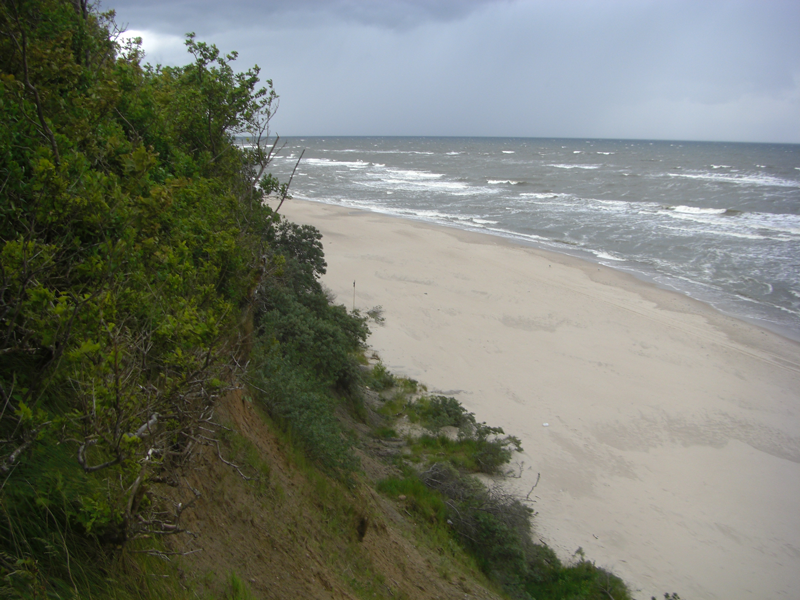
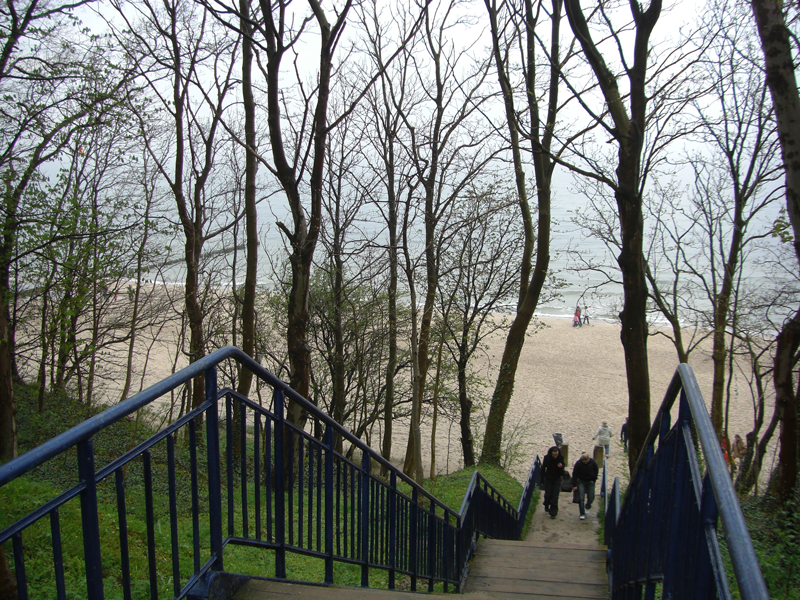
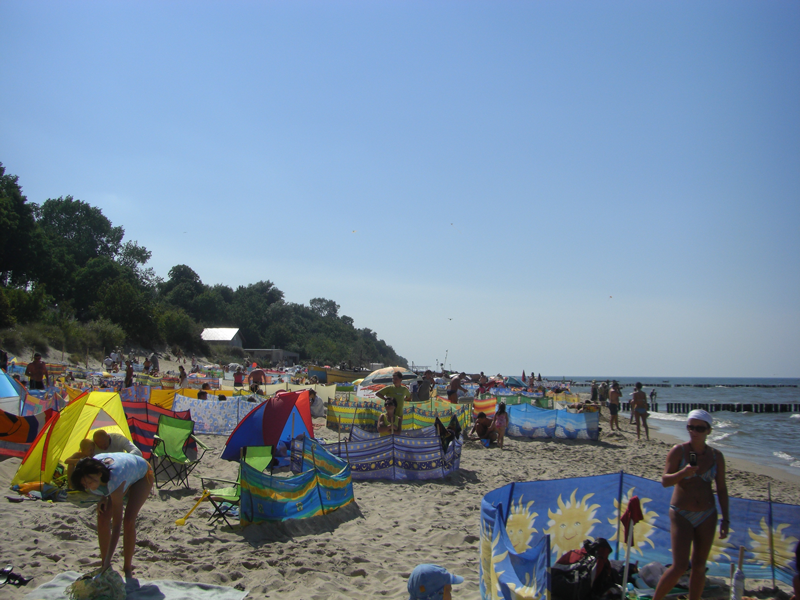
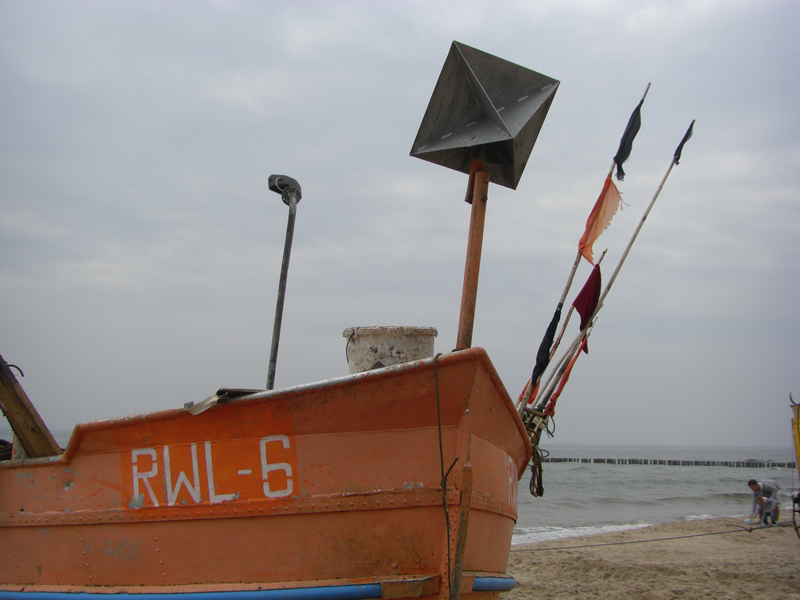
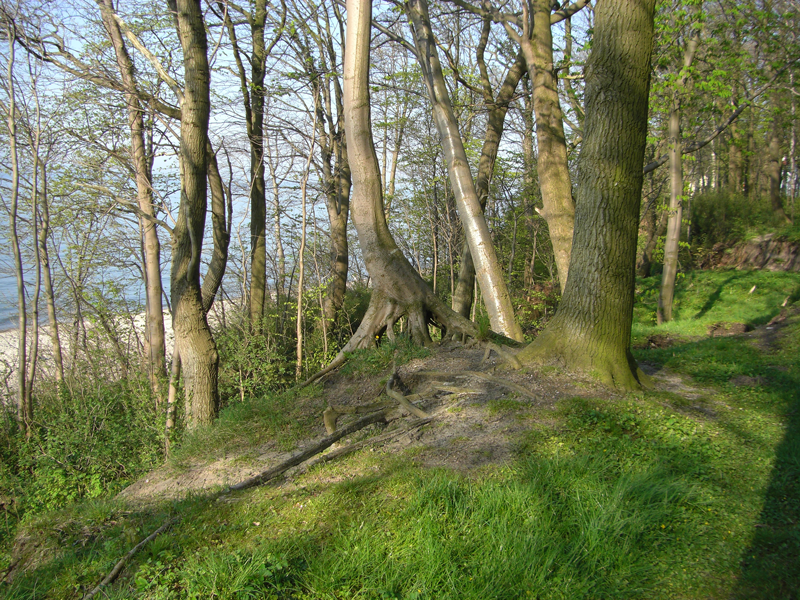
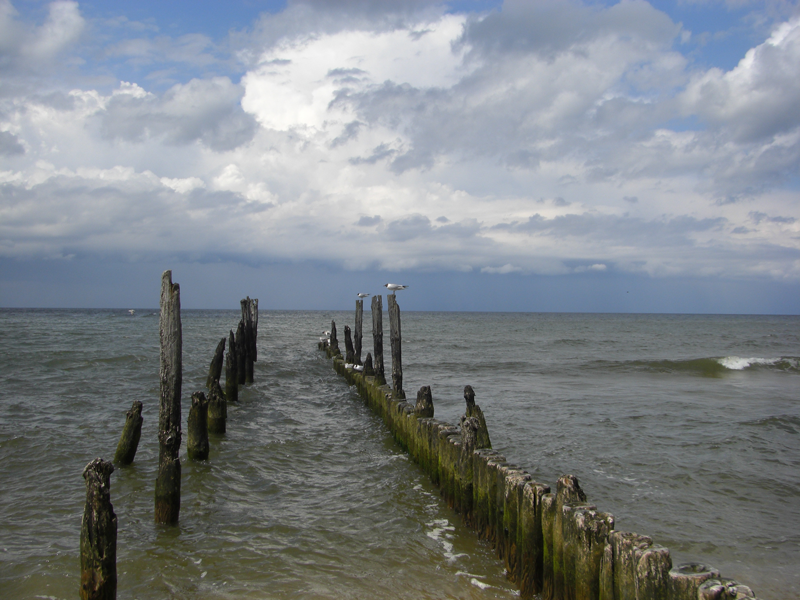
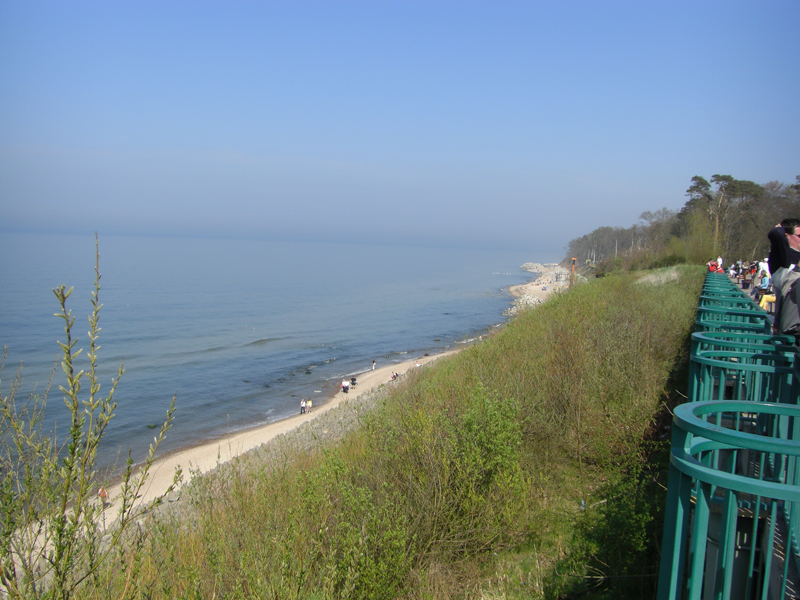

Ngôi làng có dân số 893. 